# Матяш Григорій Володимирович
Григо́рій Володи́мирович Ма́тяш (15 червня 1989 — 31 липня 2015) — молодший сержант Збройних сил України, учасник російсько-української війни.

## З життєпису
Народився 1989 року в місті Прилуки, 1991-го з батьками виїхав до міста Києва. До 8-го класу навчався у київській ЗОШ № 211 з англійським напрямком, продовжив навчання у школі № 240. 2006 році вступив на навчання до Київського суднобудівельного коледжу, але згодом за спеціальністю не працював. Захоплювався ковальським мистецтвом, це переросло у професію. Стає відомим ковалем-реконструктором школи традиційного ковальства.
Його роботи цінувалися колекціонерами, брав участь у Всеукраїнських фестивалів ковальського мистецтва: «Ковальська Весна», «Гамора — 2015», інших. Працював у Центрі традиційного ковальського ремесла, музей народної архітектури і побуту «Пирогів». Входив до складу добровільної громадської організації бойових мистецтв «Спас».
Учасник Революції Гідності. Після початку російської агресії одним з перших вступив на військову службу, з літа 2014 року в зоні бойових дій, молодший сержант міліції полку «Дніпро-1».
31 липня 2015 року загинув під час мінометного обстрілу терористами із мінометів калібру 120 мм позицій полку в Пісках Ясинуватського району.
Похований в місті Прилуки.

## Нагороди та вшанування
За особисту мужність, сумлінне та бездоганне служіння Українському народові, зразкове виконання військового обов'язку відзначений — нагороджений
- нагороджений орденом «За мужність» ІІІ ступеня (10.10.2015, посмертно);[1]
- у Миргороді встановлено кований сонячний годинник, присвячений загиблому герою.